# Stockholmska
Stockholmska är ett samlingsnamn för de olika dialekter och sociolekter som talas i Stockholm. Den äldre stockholmskan från 1800-talet var framförallt mest lik och närbesläktad med de dialekter som har talats på landsbygden utanför Stockholm, framför allt i södra Uppland och i norra Södertörn, men har även historiskt haft vissa drag som särskilt den från dessa. Talspråket i Stockholm har dock alltid skilt sig åt mellan olika socialgrupper, och till exempel borgerligheten och arbetarklassen har talat olika sociolekter, med avseende på bland annat uttal och ordböjning.
Stockholm har alltid varit en inflyttarstad, och stockholmskan har därför genom historien påverkats av dialekterna och språken som dessa immigranter har talat. Detta gäller till exempel under medeltiden, då många tyskar var bosatta i Stockholm och andra handelsstäder i Sverige, vilket påverkade språket. Under industrialiseringen i slutet av 1800-talet var även inflyttningen till Stockholm betydande, vilket medförde många språkliga förändringar i stadsdialekten. I slutet av 1900-talet uppstod nya språkliga varieteter i Stockholm och andra städer, ibland kallade förortssvenska, som är påverkade av olika invandrarspråk.

## Historisk utveckling
Stockholmskan är en av de dialekter som förändrats mest i svenskan genom starkt inflytande av inflyttning. Den tidiga stockholmskan tros ha haft stora likheter med den dåtida uppländskan.
En av de som tidigast dokumenterade stockholmskan i slutet av 1800-talet var Albert Engström. I sin skämttidning Strix presenterade han speciellt olika original från Södermalm och deras talspråk för hela svenska folket. 
Den renodlade stockholmska dialekten som den talats av de lägre samhällsklasserna har aldrig bildat normen för rikssvenska, men på grund av Stockholms betydelse som huvudstad är det dialekterna i Mälardalsområdet och sveamålen mer generellt som har spelat den mest dominerande rollen i rikssvenskans utveckling efter medeltiden.

## Uttal
Så kallat Stockholms-e, uttalet av "ä" som "e" (där "räv" blir "rev" etc) har historiskt varit typiskt för stockholmskan även om det försvinner alltmer. Ett annat uttal som är vanligt i den nutida stockholmskan är att kort "ö" blir "u" före retroflexa konsonanter, till exempel "börsen" blir "bursen" och "dörren" blir "durren".
Vissa ändelser på förkortade ord är också typiska i stockholmskan. Väderkvarnar kallades förut för kvinnonamn och fick då namn som slutade på -an, till exempel Holländskan eller Johanssonskan. Bruket spred sig sedan till att användas för andra platser som till exempel "Kungsan" (Kungsträdgården) och även för generella platsbenämningar som till exempel "bibblan" (biblioteket), och föremål till exempel "ryggan" (ryggsäcken). En annan platsändelse är -is från latinet med exempel som "Medis" (Medborgarplatsen), "Rålis" (Rålambshovsparken), "Saltis" (Saltsjöbaden), "Hökis" (Hökarängen), "Gubbis" (Gubbängen) och "Fiskis" (Fisksätra). Även is-ändelsen användes på generella platser som till exempel "dagis" (daghem) och "fritis" (fritidsgård).

## Varianter

### Ekensnack
Ekensnack (på Söder känt som söderslang) är en sociolekt eller slang känd från bl.a. Anderssonskans Kalle och Biffen och Bananen. Sociolekten uppstod vid industrialiseringen då många personer från landsbygden i Sverige flyttade in till Stockholm. Idag är det dock oklart om ekensnacket fortfarande används.

### Östermalmsdialekt
I Stockholmsområdets rikare områden, som i delar av Östermalm, Täby, Bromma, Lidingö och Danderyd finns olika sociolektala drag som surrande i-ljud (Viby-i) och endast främre sje-ljud.

### Miljonsvenskan
Miljonsvenskan talas i miljonprogrammets förorter.